# Förlängningsfaktor

Ett 50mm-objektiv på en APS-C sensor har en bildvinkel motsvarande c:a 70mm på 35 mm-film.

Förlängningsfaktor eller brännviddsförlängning är ett begrepp inom fotografi som präglades i och med digitalkamerors uppkomst. Begreppet beskriver den skenbara fokalförlängningen av ett objektiv då det används på en sensor av annan storlek än vad som motsvarar 35mm film. Om den digitala sensorn är mindre än 35mm-film, visar ett objektiv med viss brännvidd ett beskuret och därmed mindre bildsnitt än på en 35mm sensor. Den resulterande bilden studerad i full storlek förefaller därför "förstorad", eller att ha tagits med ett objektiv med en fokallängd längre än den fysikaliskt verkliga brännvidden. 
Formeln som bestämmer det hela är förhållandet mellan diagonalerna av en 35 mm sensor och den aktuella sensorn. Ett äldre och mer matematiskt uttryck är: {\displaystyle \Phi =2\cdot \arctan({\frac {D}{2\cdot f}})}, där {\displaystyle \Phi } är bildvinkeln, {\displaystyle D} är sensorstorleken och {\displaystyle f} är brännvidden.
Det betyder till exempel att ett 100mm-objektiv på en digitalkamera med en APS-C sensor som är 23.6x15.6mm visar samma bildutsnitt som en 150mm-objektiv på en kamera som använder 35mm-film eller en full frame (FF) sensor som är 36x24mm. Eftersom många fotografer är vana vid full frame (FF) och intuitivt vet vad vissa brännvidder ger för bildvinkel, sägs det därför att en digitalkamera med en sensor mindre än full frame har en viss förlängningsfaktor för brännvidden. På sätt och vis är detta ett missvisande begrepp, eftersom objektivets brännvidd inte förändras, endast att det producerar en beskuren och därmed skenbart "förstorad" bild på en mindre bildsensor. Samma objektiv ger därför olika förlängningsfaktorer i kombination med olika sensorstorlekar, eftersom begreppet är beroende av brännvidden i kombination med sensorns storlek.
Denna effekt gör att brännvidden av ett så kallat normalobjektiv för en kamera med en APC-S sensor ligger runt 30–35mm, och bildsnittet motsvarar då det från ett "normalobjektiv" med en fokallängd av 50mm för en kamera med en full frame sensor.
Ovanstående effekt har en praktisk användning för fotografi som kräver långa fokallängder utan den storlek, vikt och kostnad som är förenad med mycket långa fokallängder för full format kameras.
Till exempel, ett 400mm objektiv på en APS-C kamera motsvarar ett bildsnitt av ett 600mm objektiv på en full frame kamera.
Samtidigt, ett 300mm objektiv på en micro-4/3 kamera motsvarar också ett bildsnitt av ett 600mm objektiv på en full frame kamera.
Detta, i samband med evolutionen av allt bättre bildsensorer driver utvecklingen av APS-C och micro-4/3 kamera system för användning för fotografering av sport, vilda djur och fåglar.   